# Jessica Cauffiel
Jessica Cauffiel (nascida em 30 de março de 1976) é uma atriz e cantora americana. Ela é mais conhecida por seus papéis como Margot no filme Legally Blonde (2001) e como Tori no filme White Chicks (2004).